# Gezemann (Eichstätt)

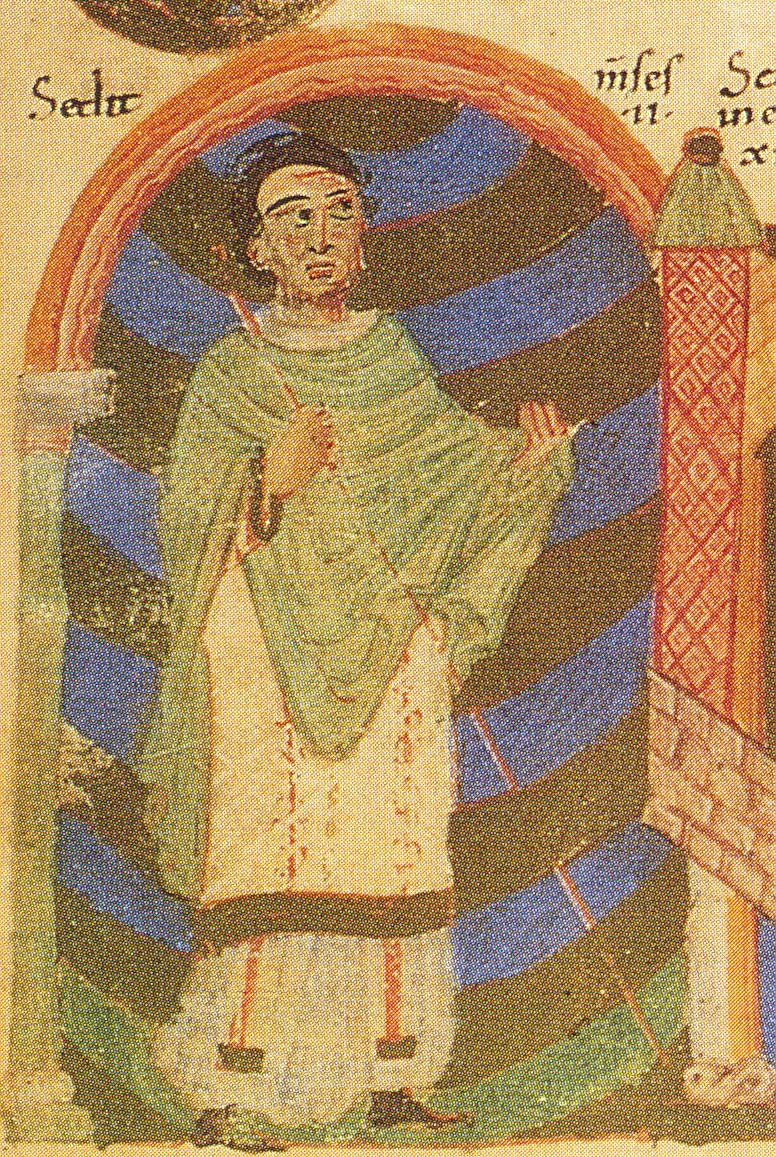
Bischof Gezemann im Pontifikale Gundekarianum

Gezemann (auch: Gezmann, Gezemannus, Gozemann; † 17. Oktober 1042 in Eichstätt) war 1042 zwei Monate lang Bischof von Eichstätt.
Gezemann war der Bruder des vorherigen Bischofs Heribert. Sie stammten aus dem hochadeligen rheinfränkischen Geschlecht der Konradiner, welches im Wormsgau begütert war. Sie waren Söhne von Graf Gezemann im Werngau und Neffen sowohl des Würzburger Bischofs Heinrich I. († 1018) als auch des Kölner Erzbischofs Heribert († 1021). Weiterhin ist die Verwandtschaft zu Abt Williram von Ebersberg bekannt. Die ältere Forschung schreibt Gezemann und die anderen Familienmitglieder den Grafen von Rothenburg (nach Rothenburg ob der Tauber) zu, Gezemann wird daher auch fälschlicherweise als „Gezemann von Rothenburg“ bezeichnet.
Seine Ausbildung erhielt Gezemann ebenso wie sein Bruder an der Domschule Würzburg und er wurde Domkanoniker. Ab 1024 schrieb er unter Kaiser Konrad II. und König Heinrich III. zahlreiche Urkunden, wahrscheinlich in der Eigenschaft eines kaiserlichen Notars; 1038 findet man auf einer Urkunde seine Unterschrift als kaiserlicher „missus“ (Gesandter) in Italien. Heinrich III. ernannte ihn nach Fürsprache des Würzburger Bischofs Bruno von Kärnten im August 1042 in Bamberg zum Bischof von Eichstätt. Dort weihten Gezemann und Bruno gemeinsam am 14. Oktober 1042 die Kirche des Klosters St. Walburg. Drei Tage später starb Gezemann und wurde von Bischof Bruno neben seinem Bruder im Dom bestattet.